# Етнічний гомеостаз
Етнічний гомеостаз (статичний або персистентний стан етносу) — стан етнічної системи, при якому її життєвий цикл повторюється з покоління в покоління без істотних змін і система зберігає рівновагу з ландшафтом і всіма подібними (тобто статичними) етнічними системами, не проявляючи при цьому будь-яких форм цілеспрямованої активності, що змінюють оточення. Все це дозволяє судити про вкрай низький рівень пасіонарної напруги в системі та прийняти цей рівень за нульову точку при побудові шкали пасіонарної напруги.
Етнос у стані гомеостазу складається майже цілком з гармонійних людей — досить працьовитих, щоб забезпечити всім необхідним себе і своє потомство, але позбавлених потреби і здатності що-небудь міняти в житті. Пасіонарії в статичних етносах зустрічаються як виняток і, як правило, емігрують, не знайшовши застосування своїм силам на батьківщині. Субпасіонарії теж відносно рідкісні: вони позбавлені здатності до повноцінної адаптації та працьовитості, а ці якості життєво необхідні при гомеостазі.
Етнічний гомеостаз має такі характерні риси:
1. Кожне нове покоління прагне повторити стереотипи поведінки попереднього (тобто відсутня проблема «батьків і дітей»).
2. Панує статичне (або циклічне) відчуття часу.
3. Межі ареалу проживання етносу стабільні, якщо на них не зазіхають сусіди.
4. Чисельність населення стабільна, що забезпечується обмеженням його приросту.
5. Державні структури не розвинені, панує авторитет старших за віком, форми соціального життя незмінні.
6. Релігія і світогляд не розвиваються і не змінюються з покоління в покоління, чужі ідеї не викликають інтересу.
7. Господарство повністю пристосоване до ландшафту, природоперетворювальна діяльність відсутня.

Етнос переходить у гомеостаз після проходження всіх фаз етногенезу і може перебувати в цьому стані необмежено довго, якщо тільки він не стане жертвою агресії, геноциду, стихійного лиха, чи не буде асимільований. Приклади статичних етносів: аборигени Австралії, сучасні північноамериканські індіанці і окремі племена в Амазонській сельві, корінні народи Крайньої Півночі (чукчі, ескімоси, алеути та ін.), пігмеї (Центральна Африка), онге (Андаманські острови).